# Њу Хемпстед (Њујорк)
Њу Хемпстед (енгл. New Hempstead) град је у америчкој савезној држави Њујорк.

## Демографија
По попису из 2010. године број становника је 5.132, што је 365 (7,7%) становника више него 2000. године.
| Група             | 2000.         | 2010.         |
| Белци             | 3.141 (65,9%) | 3.466 (67,5%) |
| Афроамериканци    | 836 (17,5%)   | 821 (16,0%)   |
| Азијати           | 346 (7,3%)    | 350 (6,8%)    |
| Хиспаноамериканци | 431 (9,0%)    | 478 (9,3%)    |
| Укупно            | 4.767         | 5.132         |